# Francesco Tirelli
Francesco Tirelli, Monsignore (Guastalla, 3 ottobre 1719 – Guastalla, 5 agosto 1792), è stato un abate italiano.

## Biografia

### Famiglia
La famiglia Tirelli trae le sue origini da Desenzano di Brescia dove nel Cinquecento figurava tra le Nobili Famiglie della città. Sul finire del secolo, D. Ferrante II, Duca di Guastalla invitò Giambattista Tirelli nella sua residenza con promesse di cittadinanza e privilegi. Un secolo dopo, il 27 gennaio 1696, Giulio Tirelli ed i suoi legittimi discendenti venivano creati marchesi da Francesco Farnese, Duca di Parma Piacenza e Castro per i servizi resi alla Corte ed al pubblico bene. 
Nell'anno 1800 Francesco Tirelli, in occasione delle nozze con la marchesa Barbara Malaspina di Olivola, si trasferì a Parma, ove nel 1816 coprì la carica di Ciambellano di Corte di Maria Luigia Duchessa di Parma e nel 1825 divenne Consigliere di Stato onorario, mentre la moglie fu Dama di Corte. 
Nel 2015, di questa famiglia, risultano viventi il marchese Angelo, e Francesca Tirelli, figlia del marchese Alessandro deceduto nel 2006.

### Infanzia
Francesco Tirelli, il futuro Abate, nacque a Guastalla il 3 ottobre 1719 e ancora fanciullo venne messo a studiare con i fratelli nel collegio dei Nobili di Parma, ove maturò la sua vocazione ecclesiastica, iniziando a vestire l'abito talare nel marzo 1735, ancor prima di aver compiuto 16 anni. Condusse gli studi d Diritto Canonico e Civile a Reggio Emilia, conseguendo nel giugno 1740 la laurea magna cum laude et summo honore. 

### Sacerdozio
Il 26 settembre 1743 a soli 23 anni, con la dispensa di papa Benedetto XIV venne ordinato sacerdote dal Vescovo di Reggio. Resosi economicamente indipendente con una parte del patrimonio paterno, a 26 anni, mercé il diretto interessamento di Eleonora Carlotta d'Holstein, moglie del duca Giuseppe Maria Gonzaga, fu nominato Coadiutore dell'Abate (assente) della Abbazia di Guastalla.
Mons. Tirelli trovò una situazione difficile e complicata. Infatti benché la Diocesi di Guastalla godesse dell'antico privilegio di essere alle immediate dipendenze della Santa Sede, il Vescovo di Reggio continuava a contestare la sua autorità. Non sopportando l'illegittima intrusione, il giovane Mons. Tirelli ricorse al Pontefice e si recò più volte a Roma, stringendo legami con numerosi Porporati. 

### L'ufficio di abate

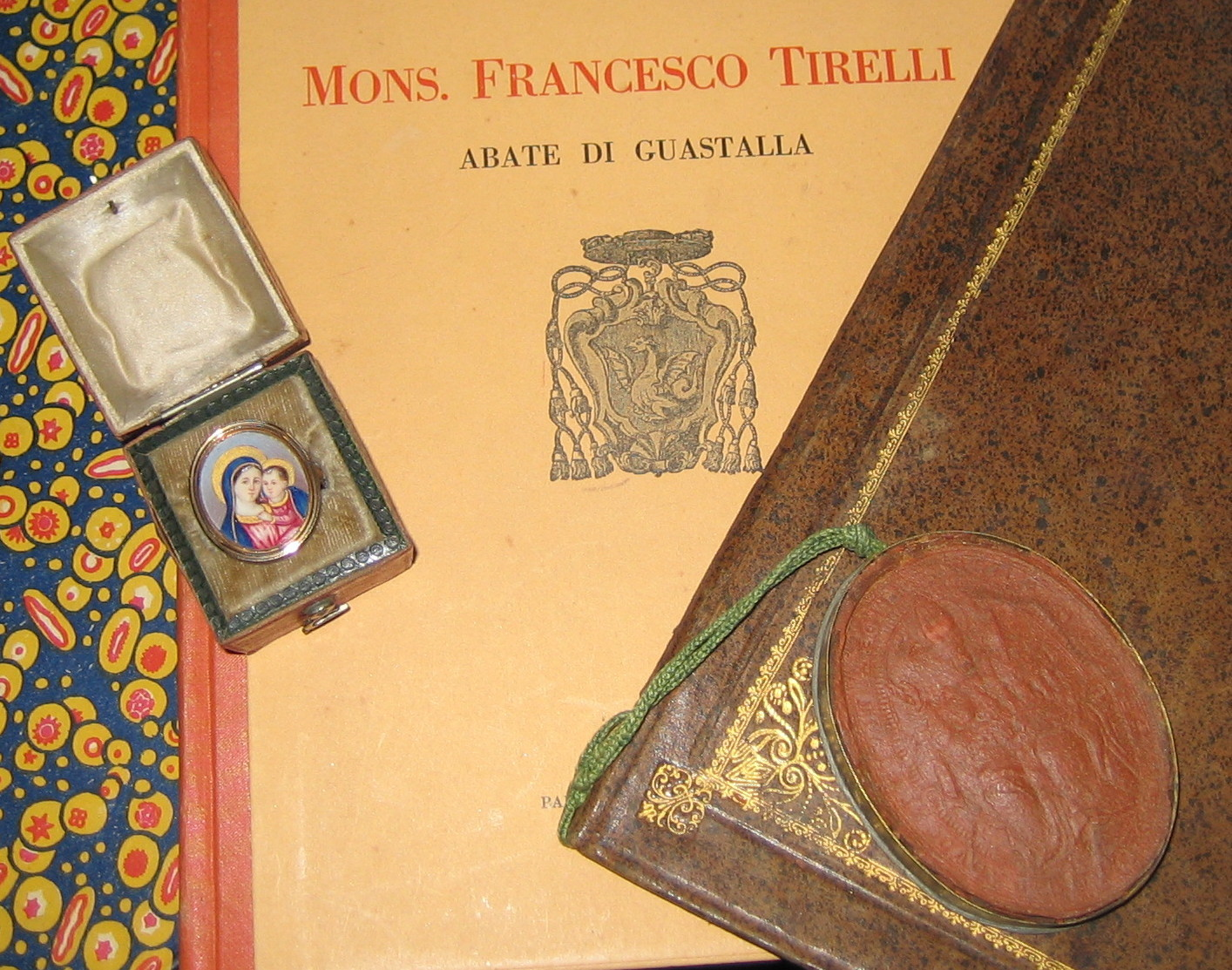
L'Anello dell'abate tirelli

Nel 1755 con la morte dell'Abate entrò subito in possesso formale dell'Abbazia e ritornò sovente con memoriali e suppliche alla burocrazia romana perorando le sue buone ragioni. Finalmente, dopo quasi venti anni di lotte e con il prezioso aiuto della Principessa Teodora Darmstadt vedova del Duca Antonio F. Gonzaga, il nuovo pontefice Clemente XIV riconfermò la Chiesa di Guastalla territorio separato, direttamente soggetto alla Santa Sede, con giurisdizione quasi vescovile. Nella Pasqua 1774 l'Abate, con il suo clero ed il suo popolo, sciolse a Dio l'inno di ringraziamento per il vantaggio spirituale, il ripristinato onore e l'ampliata dignità concessi alla Chiesa di Guastalla ed al suo Pastore.
Negli anni seguenti si dedicò con perizia ed entusiasmo ad abbellire la sua chiesa ed a conservare l'integrità della fede e la purezza dei costumi. Favorì la crescita inoltre delle varie comunità religiose che fiorivano nel territorio. 
Nel suo Casino e nel palazzo privato (che lasciò ai suoi successori, con una pregevole galleria di quadri comprendente autori celebri come il Guercino, il Reni, il Veronese ed il Correggio) ebbe l'onore di ospitare il duca Ferdinando di Borbone con la consorte Maria Amalia nel 1775. 
Pastore arcade col nome di Tesillo, scrisse sonetti e poesie d'occasione e fu nominato accademico d'onore dalla Nuova Accademia reale di Mantova.